# 国家应急广播中心
中央广播电视总台国家应急广播中心工作机制，是中华人民共和国国家应急广播体系的中央机构，设在中央广播电视总台。

## 沿革
21世纪初，中共中央和国务院在一系列文件中提出，要建立统一联动、安全可靠的国家应急广播体系，同时将应急广播列入国家“十二五”规划。国务院在推进应急体系重点项目建设实施意见里提出，要由国家新闻出版广电总局依托国家应急广播体系，建设预警信息自动适配播发系统，同时在应急预案里也有相关要求。
2008年起，国家广播电影电视总局组织相关单位启动了应急广播关键技术的研究攻关，并开始制定涵盖制作和播发、调度控制、传输覆盖、接收终端等环节的技术标准。2010年，经中央批准，启动制定国家应急广播方案。2011年，组织制定《国家应急广播工程建设方案》，并上报管理部门。
2013年，国家新闻出版广电总局印发《推进国家应急广播体系建设工作方案》，并成立了国家应急广播中心。2013年12月3日，国家应急广播中心在北京市揭牌成立，设在中央人民广播电台；同日，国家应急广播社区网站正式上线，目标是到2015年底前，国家实现各类灾害预警通过国家应急广播体系实时发布。2014年，国家应急广播中心与相关部门建立日常信息传递机制，并组织在北京市等9个省、自治区、直辖市开展应急广播四级联动及村村响试点，还正在编制修订国家应急广播技术白皮书。2014年9月，国家应急广播网独立域名www.cneb.gov.cn正式确立并上线，国家应急广播网由中央人民广播电台主办。
此后，逐步建立中央、省、市四级国家应急广播体制，确定各级广电部门承担应急广播信息发布职责。在中央人民广播电台建立集信息收集、处理、播报为一体的国家应急广播中心系统，在全国各级广电系统建立各级制作播发平台、调度控制平台，升级改造传输覆盖网，发布国家和当地预警信息。
2013年4月22日，国家应急广播芦山抗震救灾应急电台在四川芦山开播，这是国家应急广播第一次开播的定向应急频率，是国家发生重大灾害时首次以“国家应急广播”为呼号对灾区民众定向播出的应急广播。芦山抗震救灾应急电台由中央人民广播电台、四川广播电视台、雅安人民广播电台、芦山县广播电视台联合开办，全天24小时滚动播出。
到2015年，中央人民广播电台已分别与西藏自治区新闻出版广电局、河北省新闻出版广电局、江苏省新闻出版广电局就共同开展应急广播体系建设签署合作框架协议。根据协议，中央人民广播电台将和这三个局分别组成工作组，联合当地广播电视播出机构（广播电台、电视台）及广播电视传输机构，开展应急广播系列试点、试验工作。中央人民广播电台将应急信息通过“国家应急广播预警信息适配系统”与省级应急广播试验平台共享，分别在三省区试验地区开展发布试验。
2014年9月16日，由国家新闻出版广电总局主办、中央人民广播电台承办的首届国家应急广播大会“2014中国应急广播大会” 在北京召开。2015年11月10日，由国家新闻出版广电总局主办、中央人民广播电台承办的第二届国家应急广播大会“2015中国应急广播大会” 在北京召开，以“大数据、社交媒体与应急广播”为主题。
2023年11月24日，中央广播电视总台国家应急广播中心工作机制揭牌暨全民安全公开课全媒体行动启动仪式举行。根据新的国家应急广播中心工作机制，总台与应急管理部将统筹调度社会各界应急力量，打造央地联动、各方参与、全民共享的应急传播新矩阵，目前已有近50个应急体系新媒体账号入驻央视新闻客户端。

## 国家应急广播
国家应急广播是国家应急广播中心与受灾地区的广播电台联合开办的广播频道，通常在灾区进行24小时不间断播放。
- 2013年4月22日，“国家应急广播·芦山抗震救灾应急电台”开播，使用FM 92.7MHz、SW 9800kHz和12000kHz播出[11]。
- 2014年8月7日，“国家应急广播·鲁甸抗震救灾应急电台”开播，使用FM 98.6MHz播出[12]。
- 2014年10月8日，“国家应急广播·景谷抗震救灾应急电台”开播，使用FM 100.5MHz播出[13]。

2014年景谷地震之后，国家应急广播便未再以独立频率形式出现。